# Meteorus antefurcalis
Meteorus antefurcalis är en stekelart som beskrevs av Josef Fahringer 1941. Meteorus antefurcalis ingår i släktet Meteorus och familjen bracksteklar. Inga underarter finns listade i Catalogue of Life.